# Team Qhubeka NextHash

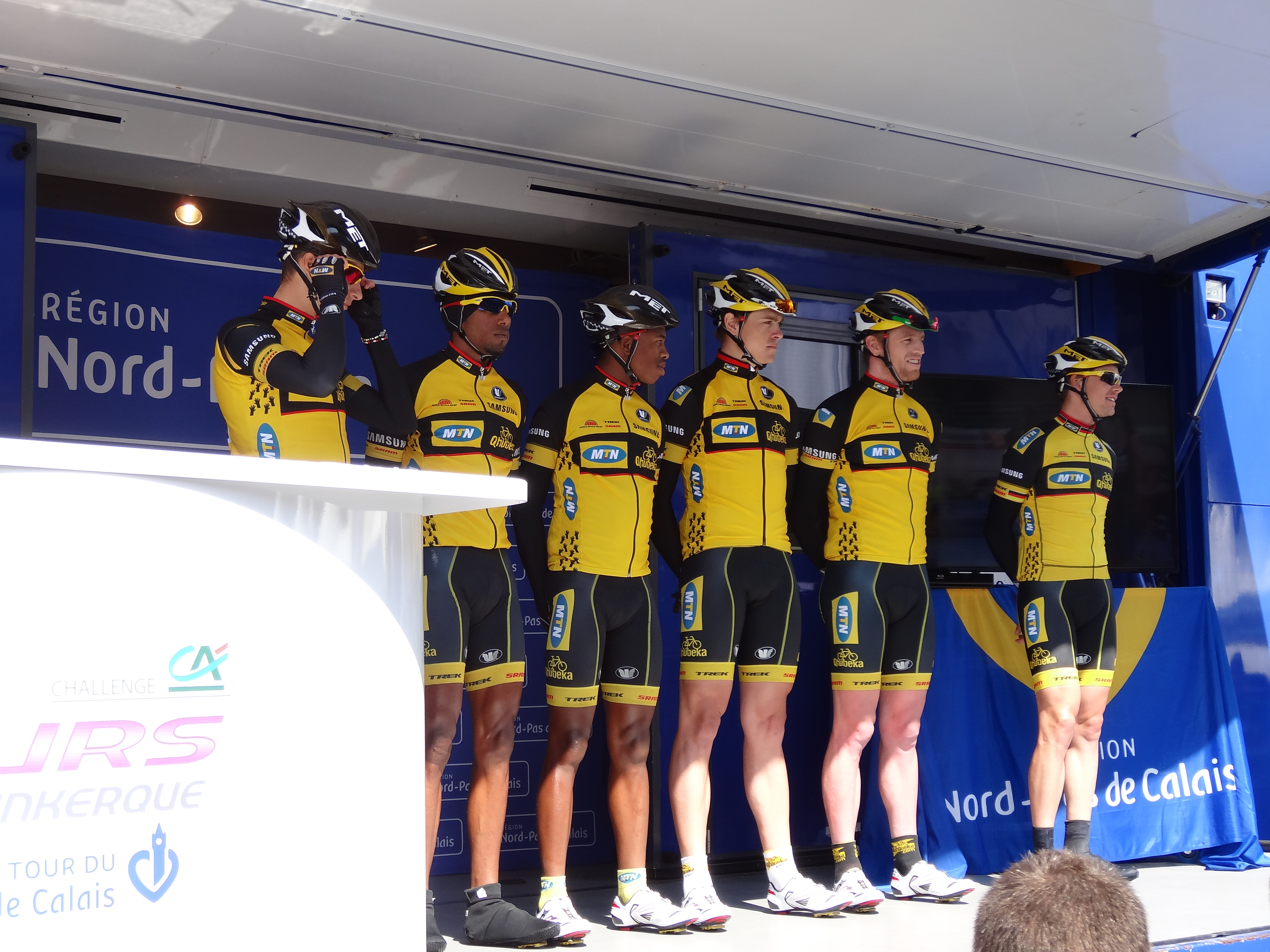
Jezdci MTN-Qhubeka na stupních vítězů závodu Čtyři dny Dunkerque (2013)

Team Qhubeka NextHash (dříve Team Dimension Data) je jihoafrická profesionální stáj v silniční cyklistice. Barvy dresů jsou černá a bílá, používá kola značky Cervélo, jejím hlavním manažerem je bývalý jihoafrický cyklistický reprezentant Douglas Ryder a sportovním ředitelem Roger Hammond.
Byla založena v roce 2007 a sponzorovala ji jihoafrická telekomunikační firma Mobile Telephone Networks (MTN). V roce 2011 se spojila s nadací Qhubeka (ngunijsky Kupředu), podporující cyklistiku v JAR, a přejmenovala se na MTN–Qhubeka. V roce 2013 jí Mezinárodní cyklistická unie udělila jako prvnímu africkému týmu licenci pro účast v závodech UCI World Tour. V roce 2015 se poprvé zúčastnila Tour de France, kde Daniel Teklehaimanot jel jako první Afričan tmavé pleti čtyři etapy v puntíkovaném trikotu nejlepšího vrchaře a Steve Cummings vyhrál čtrnáctou etapu. Od roku 2016 nese tým název nového hlavního sponzora, počítačové firmy Dimension Data sídlící v Johannesburgu. V roce 2020 se tým jmenoval NTT Pro Cycling Team, protože se společnost Dimension Data stala součástí japonské společnosti Nippon Telegraph and Telephone (NTT).
Mark Cavendish získal čtyři etapová vítězství na Tour de France 2016 a na mistrovství světa v dráhové cyklistice 2016 vyhrál madison. Omar Fraile vyhrál vrchařskou soutěž na Vuelta a España 2016 a jednu etapu na Giro d'Italia 2017. Steve Cummings vyhrál Okolo Británie 2016, Edvald Boasson Hagen Okolo Norska 2017 a na malajsijské Tour de Langkawi se stali vítězi celkové klasifikace v roce 2016 Reinardt Janse van Rensburg a v roce 2017 Ryan Gibbons. Louis Meintjes  se stal v roce 2015 mistrem Afriky v silničním závodě jednotlivců.
Mezi lety 2019 a 2020 jezdil v týmu i český cyklista Roman Kreuziger. 23.12.2021 bylo oznámeno, že tým ukončil činnost z důvodu že nenašel sponzora. 

## Soupiska pro rok 2020
- General Manager  Douglas Ryder

- Carlos Barbero
- Samuele Battistella
- Edvald Boasson Hagen
- Victor Campenaerts
- Michael Carbel
- Stefan de Bod
- Nicholas Dlamini
- Ben Dyball
- Enrico Gasparotto
- Amanuel Gebrezgabihier
- Ryan Gibbons
- Michael Gogl
- Shōtarō Iribe
- Reinardt Janse van Rensburg
- Ben King
- Roman Kreuziger
- Gino Mäder
- Louis Meintjes
- Giacomo Nizzolo
- Ben O'Connor
- Domenico Pozzovivo
- Matteo Sobrero
- Andreas Stokbro
- Dylan Sunderland
- Jay Thomson
- Rasmus Tiller
- Michael Valgren
- Max Walscheid
- Danilo Wyss